# ドラマー

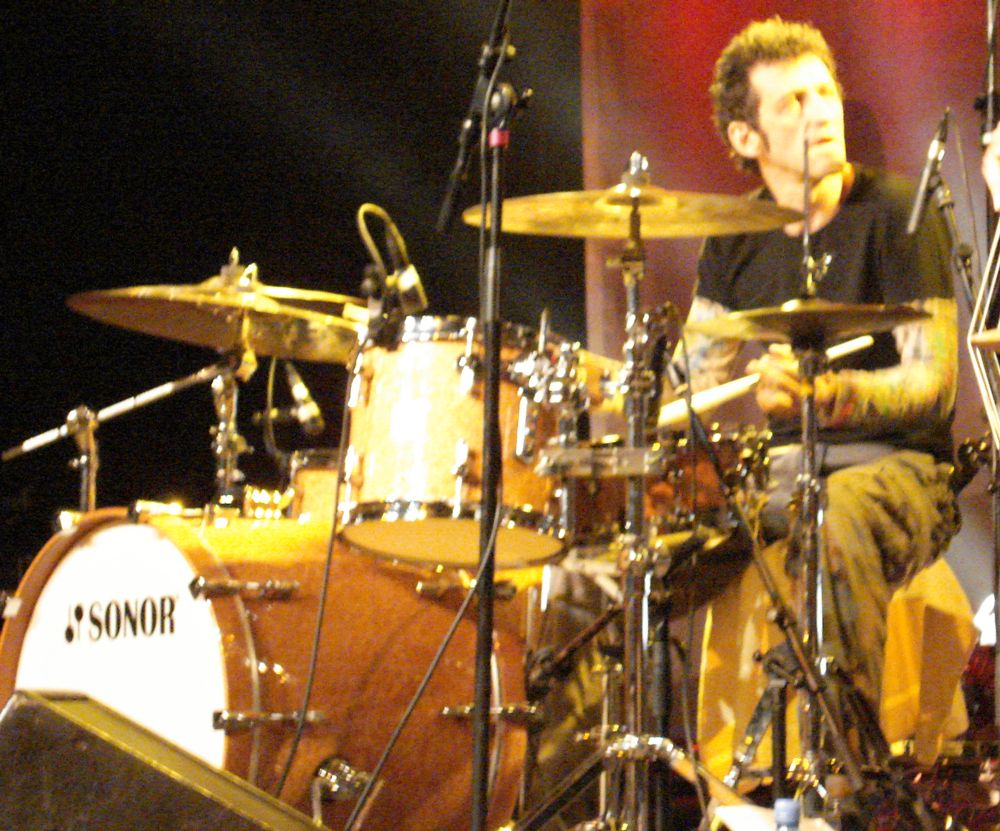
ドラムセットを演奏するドラマー

ドラマー（drummer）は、太鼓、ドラムセット、マーチングパーカッション、ハンドドラム、カウベルなどを演奏する人物の事である。打楽器奏者（英: percussionist）という単語があるが、「ドラマーと区別するために使われる場合」及び「ドラマーを含め広い意味ではなんらかの打楽器の演奏者を意味」などの意味があるが、多くの場合はクラシックやラテン系打楽器の演奏者を指して使用される。
ロック、ポップス、ジャズなどを演奏するバンドの大半はその一員にドラマーを有している。彼らの主な役割はビートを刻み、リズムをキープし、曲の合間でフィルインを演奏することである。
類似の言葉でドラムテクニシャン（ドラムテック）はドラムの設置や調整を行う者の事で、ドラム演奏が上手なドラマーを指す言葉ではない。

## 軍隊におけるドラマー

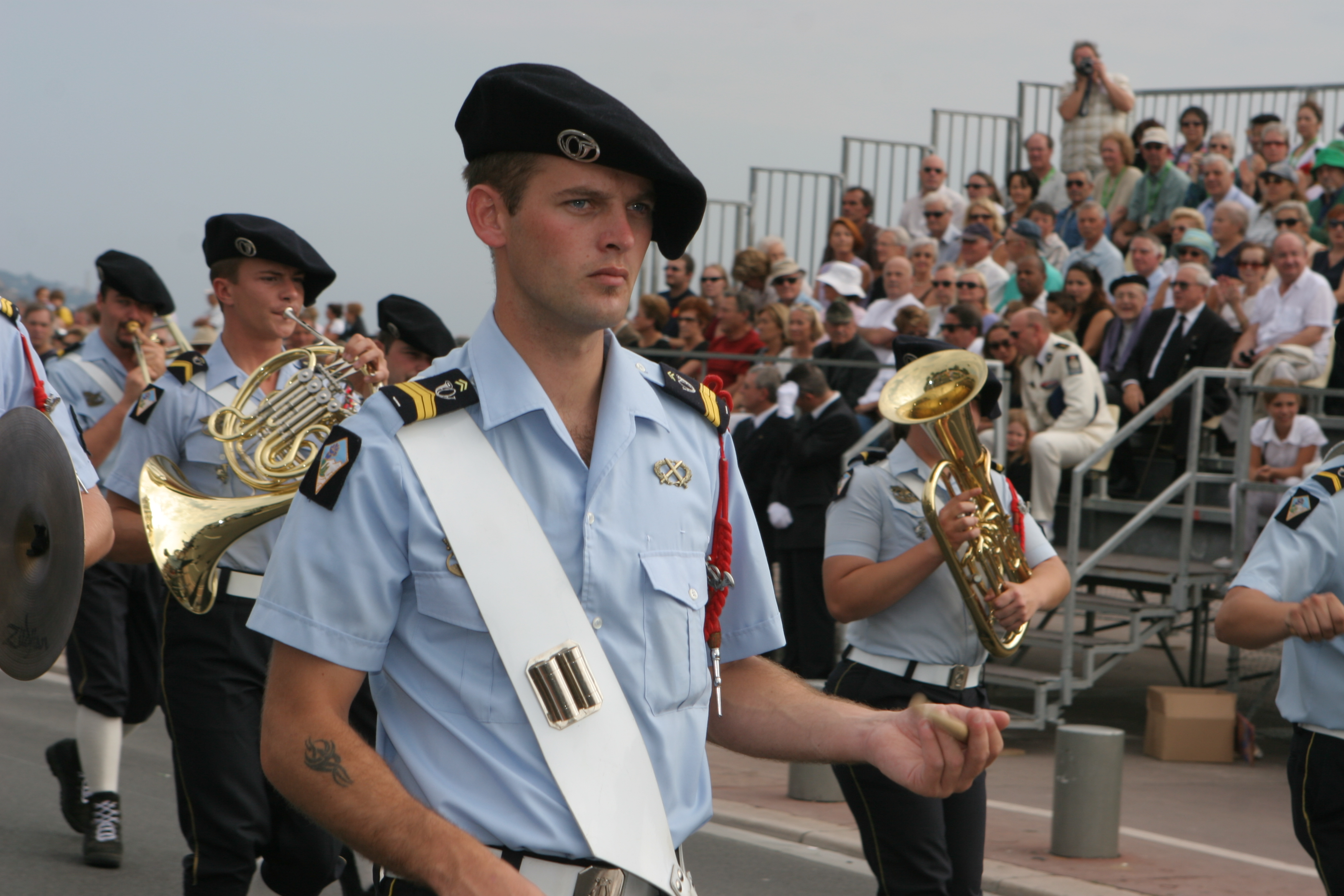
フランス陸軍アルペン猟兵の鼓手

自動車による物資輸送が広範囲に普及する以前は、ドラマー（鼓手）の演奏は戦場において重要な役割を担っていた。ドラムの規則的なリズムは行軍速度を緩やかにし、フルート等の管楽器の伴奏と共に、戦場での兵士の士気を高める働きをした。
また、パレードや閲兵式、懲罰前のドラムロール（スネアドラムなどでのロール）を含む様々な式典や祭典でも働いていた。いくつかの事例では、ドラマーはそれらの刑罰を管理する任務があり、鞭打ちの刑で鞭を振り下ろす速度の調節などもしていた。
現代の軍隊における鼓手は、戦場ではなく軍事式典で演奏する役割を担う。通常、中隊に所属しているラッパ手と鼓手（大抵はどちらか一つが所属している）は、サージェント・ドラマーの下に集まって、連隊か大隊のバンドと共に交互に行進曲を演奏する。
ヨーロッパ（およびその植民地）と同様以上に、軍隊音楽は東洋での伝統として確立されていた。13世紀後半、オスマン1世がトルコ軍のビザンチンとの国境司令官に任命された時、彼はセルジューク・サルタンによる楽器の移譲によって象徴的な就任をした。オスマン帝国では最高司令官の地位が軍楽団の規模に反映されていた。最も大きい物はサルタン（すなわち、高官が戦地へ行く時）のために確保された。様々な打楽器を含み、トルコの一般的な風習として始まり、そしてそれはウィーン包囲の後、ヨーロッパの軍隊音楽に（特にトルコの兵隊と関係があったわけではなかったが「トルコ兵の音楽」として）広く採用されるようになっていった。いくつかの言語において、バスドラムは今もなお「トルキッシュ・ドラム」として知られている。

## 職業病
手首（ジャンル等によっては足首も）を激しく動かすことから、腱鞘炎になりやすいといわれている。また、長時間椅子に座ることから、椎間板ヘルニアなど、腰を痛めることが多いとされている。